# Maid in Sweden
Maid in Sweden är en amerikansk dramafilm från 1971 i regi av Floch Johnson. I rollerna ses bland andra Christina Lindberg, Monica Ekman och Krister Ekman.

## Handling
Filmen handlar om den 16-åriga Inga som lämnar livet på landet för att tillbringa en helg i Stockholm. Där följer en serie romantiska äventyr.

## Rollista
- Christina Lindberg – Inga
- Monica Ekman – Greta, Ingas syster
- Krister Ekman – Casten, Gretas sambo
- Leif Näslund	– Björn, konstnär
- Per-Axel Arosenius – Ingas och Gretas far
- Ittla Frodi – Ingas och Gretas mor
- Henrik Meyer – Ole, Ingas pojkvän
- Wivian Öiangen – Brita, Ingas väninna
- Jim Engelau – Leonard
- Tina Hedström – Helen, lesbisk kvinna i drömsekvens

## Om filmen
Maid in Sweden spelades in i Stockholm i november 1969. Den producerades av Ami Artzi för The Cannon Group Inc. och Jena Film. Manus skrevs av Mike Hunt och George T. Norris och filmen fotades av Hans Welin. Musiken komponerades av Bob Nash och klippare var Norris. Filmen premiärvisades den 3 november 1971 i New York. Den hade japansk premiär den 15 juli 1972, belgisk premiär 11 oktober 1974, turkisk premiär 1975 och italiensk premiär 1976. Dialogen i filmen är på engelska.